# L'Aurore et Tithon
 (décembre 2022).
 (décembre 2022).
Si vous disposez d'ouvrages ou d'articles de référence ou si vous connaissez des sites web de qualité traitant du thème abordé ici, merci de compléter l'article en donnant les références utiles à sa vérifiabilité et en les liant à la section « Notes et références ».
 (décembre 2022).
- Si vous ne connaissez pas le sujet, laissez ce bandeau (vous pouvez alors contacter les auteurs).
- Si vous supprimez le contenu mis en cause (vous pouvez préalablement contacter les auteurs),

argumentez précisément cette suppression dans la page de discussion
(un manque de référence n'est pas un argument ; une recherche réelle de référence doit avoir été effectuée, être formellement documentée).
L’Aurore et Tithon est un tableau réalisé par Jean-Baptiste-Marie Pierre en 1747. Il mesure 163 × 194 cm et est conservé au Musée Sainte-Croix de Poitiers.  

## Histoire de la conception de l'œuvre

### Le concours de 1747
Jean-Baptiste-Marie Pierre connaît ses années d’ascension de 1740 à 1752 ; durant cette décennie il participe à l'une des expositions les plus marquantes du siècle, le Salon de 1747. Ce concours est organisé par Le Normant de Tournehem, le directeur des bâtiments du roi, qui cherche un nouveau premier peintre du roi à la suite du décès de Lemoyne. Il indique au directeur de l’académie, Pierre-Jacques Cazes, les onze noms des officiers qui vont participer au concours : Cazes, Collin de Vermont, Leclerc, Galloche, Restout, Carle Vanloo, Dumont le Romain, Boucher, Jeaurat, Natoire et Pierre. Jean-Baptiste-Marie Pierre est le benjamin de ce concours, face à des artistes déjà reconnus. Le sujet imposé est un sujet d’histoire, un épisode tiré de la mythologie, de l’histoire ou de la Bible. Le format est aussi imposé, celui d’une grande toile (164 × 193 cm).

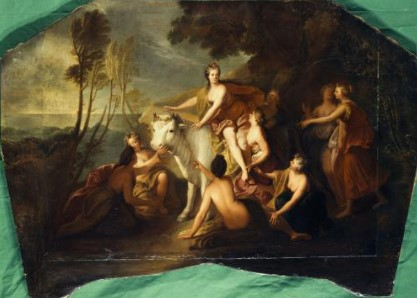
L'Enlèvement d'Europe.

Pierre Jacques Cazes, le directeur de l’Académie, présente à ce concours L’Enlèvement d’Europe, une huile sur toile (80 × 110 cm). Il représente une scène mythologique avec, au centre d’un paysage arboré, un groupe de jeunes filles vêtues ou dénudées se pressant autour d’un taureau blanc (Zeus). Europe est assise en amazone sur son dos. C’est une représentation galante de ce sujet avec des corps dénudés, des jeux de drapés virevoltants… Les personnages se détachent du fond sombre par leur luminosité.

### Réception par la critique

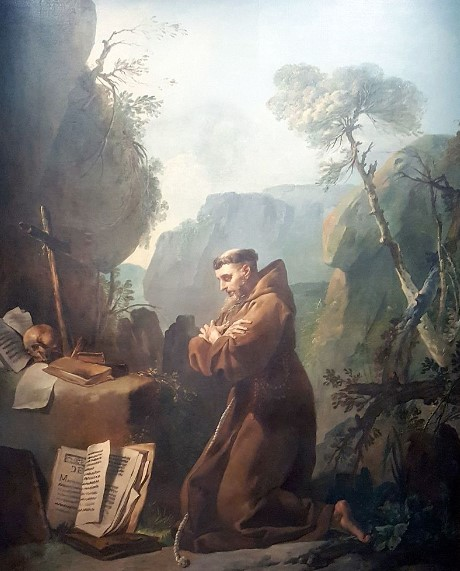
Saint François en méditation dans la solitude.

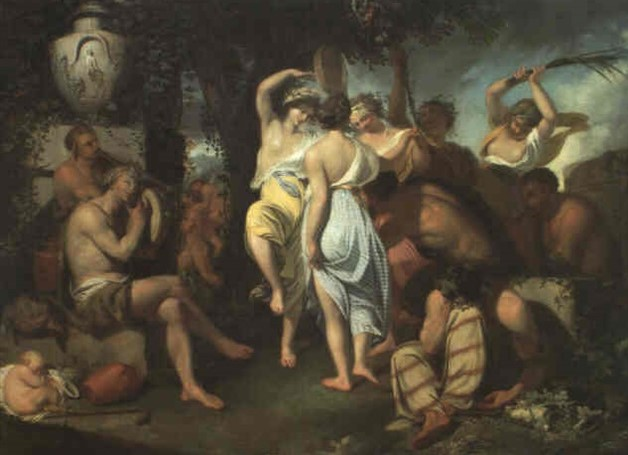
Bacchanale.

Le concours fut perturbé quelques semaines avant l’inauguration par la parution des Réflexions sur quelques causes de l’état présent de la peinture en France avec un examen des principaux ouvrages exposés au Louvre le mois d’août 1746 par le critique Étienne La Font de Saint-Yenne.
Celui-ci y commente les peintures réalisées pour le Salon de l’année passée, de manière parfois très critique. Pierre se voit perturbé et peint son tableau dans une ambiance inquiétante. Il présente à l’ouverture du Salon Renaud empêchant Armide de se tuer, mais ce tableau déçoit le public et Pierre le retire onze jours après l’ouverture du Salon. En seulement quatorze jours, il réalise une nouvelle toile : Tithon et l’Aurore. Lors du Salon, Pierre expose quatre autres œuvres : deux décors d’église (Saint François en méditation dans la solitude, Saint Nicolas apaisant la tempête), une Bacchanale et l’Atelier du sculpteur. L’ensemble des œuvres permet au public de cerner le talent du jeune peintre. 
La réception est positive pour le genre de l’histoire : le talent de Pierre est reconnu. On considère qu'il apporte de la noblesse aux sujets religieux et la Bacchanale est jugée par l’abbé Le Blanc « d’une composition très-agréable ». Pour son Tithon et l’Aurore, l’académicien reçoit 1 500 livres le 29 septembre. Les onze tableaux n’ont pas tous obtenu de retours ou félicitations du roi, mais pour le jeune peintre, le concours fut une bonne manière de se faire connaître auprès du public et des Bâtiments du roi. À la suite de sa participation, les commandes s'enchaînent pour Pierre et il est reconnu comme l'un des meilleurs peintres de l’Académie. Après le Salon, les toiles sont gardées par l’administration royale, soit utilisées en décoration, soit gardées en réserve.

## Sujet mythologique

### Un mythe
Jean-Baptiste-Marie Pierre représente le sujet mythologique de l’Aurore et Tithon. C’est un sujet de la mythologie romaine, rarement représenté dans l’art. Tithon est un prince troyen et époux d’Aurore. Cette dernière est l’équivalent de Eos dans la mythologie grecque, la déesse de l’aurore, sœur de Sol et Luna. Elle a pour mission d’ouvrir les portes du jour, en dispersant des roses, depuis un char attelé de quatre chevaux. Elle prie Zeus d’accorder à Tithon l’immortalité ; cependant, elle oublie de demander qu’il conserve sa jeunesse éternellement. Tithon est donc condamné à vieillir et finit par être abandonné par Aurore. Chez certains auteurs, il se serait finalement transformé en cigale.

### La représentation de ce mythe

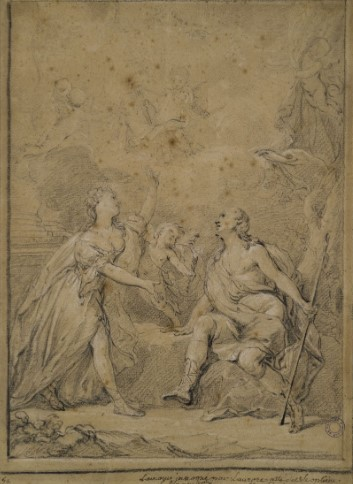
Aurore invoquant l'Amour pour obtenir le rajeunissement de Tithon.

Pour représenter ce sujet, les artistes associent Aurore à ses attributs : le char, les roses, une torche, etc. Le mythe d’Aurore et de son amour pour Céphale a souvent inspiré les peintres alors que l’amour sage pour Tithon est moins représenté. Lorsque Tithon paraît, il est caractérisé par sa vieillesse éternelle causée par Aurore. L’image de la déesse Aurore apparaît dans l’art du XVIIIe siècle notamment grâce à Jean-Joseph Cassanéa de Mondonville qui compose, en 1753, une pastorale héroïque appelée Tithon et l’Aurore. Antoine Boizot présente au Salon de 1753, un tableau intitulé Aurore invoquant l’Amour pour obtenir le rajeunissement de Tithon (dessin préparatoire conservé au musée de Poitiers). Tithon est assis sur un rocher, au pied d’un arbre, tenant sa houlette de berger à la main. L’Aurore désigne d’une main Tithon et de l’autre s’adresse à l’Amour, debout sur un nuage. D’autres amours peuplent la composition.    

## Description et analyse de l'œuvre

### Description

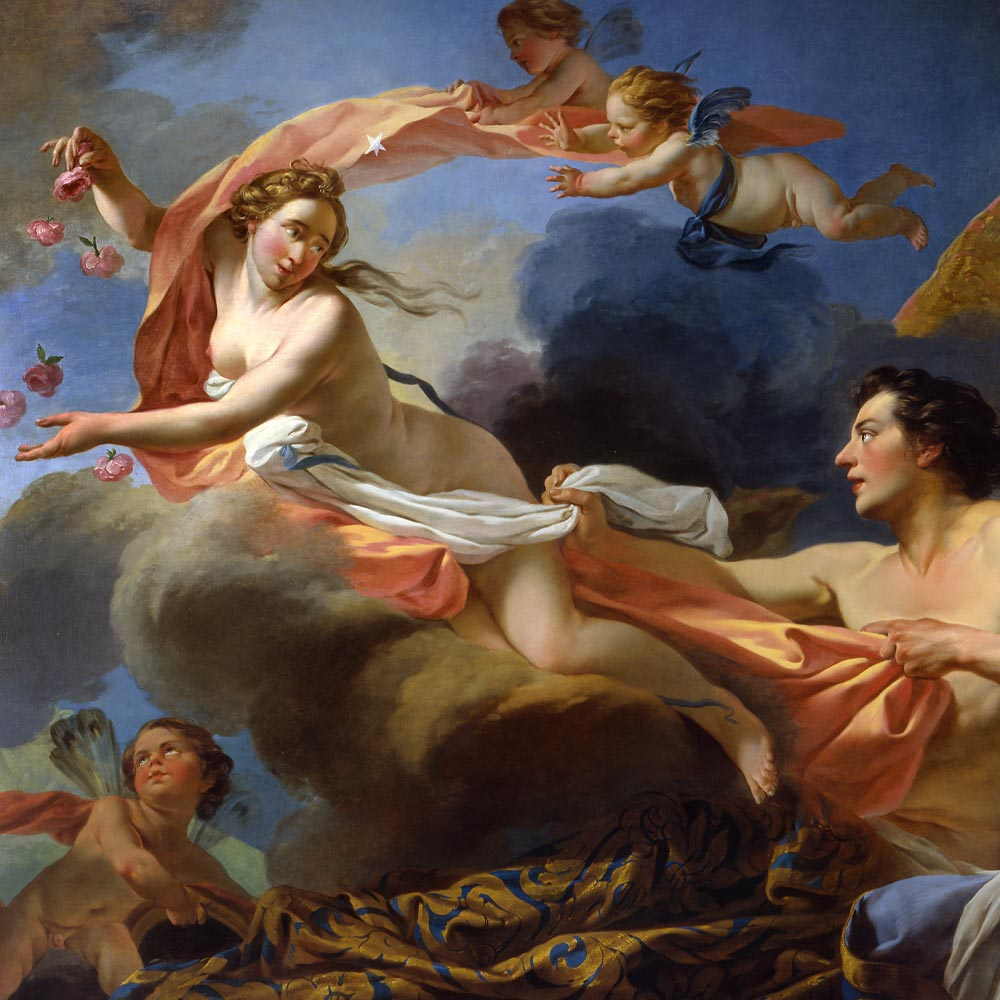
L'Aurore et Tithon

Dans ce tableau, le peintre représente Aurore, nue, au petit matin. Elle s’élance pour accomplir sa mission quotidienne qui consiste à ouvrir les portes du jour en dispersant des roses et ainsi préparer l’avènement du soleil. Elle quitte le lit conjugal où son époux, Tithon, tente de la retenir. Deux putti la couvrent d’un drap couleur safran. Les amants s’inscrivent dans une diagonale accentuée par la luminosité et la clarté de leur peau. La scène se déroule dans des nuages sombres flottant dans le fond, créés avec de grands aplats,.

### Hypothèse sur l'identification des personnages
Un doute subsiste sur l’identité du personnage masculin. En effet, généralement, Tithon est représenté vieux dans les évocations de ce sujet. Seul le drap couleur safran penche en sa faveur car il est mentionné dans les textes. Cependant, certains historiens penchent pour la possibilité qu’il puisse s’agir de Céphale, l’amant d’Aurore.

### Le rapport du peintre avec ce sujet

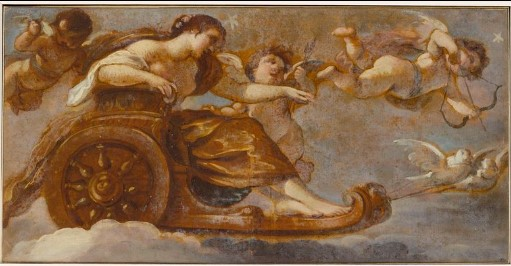
Le Char de Vénus, dit parfois L'Aurore.

Lors de son séjour romain, Jean-Baptiste-Marie Pierre avait déjà copié la figure d’Aurore présente dans une œuvre de Pierre de Cortone et créé Le Char de Vénus, dit parfois L’Aurore, conservé au musée du Louvre. Le peintre exécute à plusieurs reprises des tableaux représentant ce sujet, notamment pour le duc de Saint-Aignan, ambassadeur de France à Rome. De retour en Italie, la figure d’Aurore l’intéresse davantage. Il réalise vers 1745 un dessin (conservé au Louvre) illustrant la déesse seule tenant un flambeau dans sa main droite. Les courbes du corps et son élancement vers la gauche de la composition préfigurent l'œuvre de 1747.
Jean-Baptiste-Marie Pierre crée une peinture galante comme la plupart des artistes présents ayant participé au concours. Ce genre écarte la sévérité de la peinture d’histoire et est très apprécié à l’époque. Ici, Aurore est représentée nue, à peine cachée de draps, dévoilant ainsi une certaine sensualité. Les nuages sombres évoquent l’objectif d’Aurore qui est d’ouvrir les portes du jour. Par un contraste vif, les personnages ressortent davantage de la scène. Le peintre a réalisé un dessin préparatoire dans la réalisation de ce tableau. Ce dessin met l’accent sur la quête à accomplir alors que la peinture finale assume son côté galant et érotique. Pierre cherche à représenter l’expression du sentiment et l’effet dramatique en mettant en scène cet instant de déchirement qui survient entre les deux êtres. Les regards des personnages se croisent et se répondent par un jeu de diagonales.

## Conservation et restauration
Après le Salon, les toiles sont gardées par l’administration royale. Elles sont soit utilisées comme décors, soit placées en réserve. 
En 1789, le tableau de Pierre entre dans les collections nationales. L’œuvre reste un an au Louvre en 1872 puis est déplacée, l'année suivante, à Poitiers, au musée Sainte-Croix. Entre 1823 et 1854, l'œuvre est agrandie des quatre côtés, certainement pour s’adapter à un décor. Au fil du temps, les couches de vernis inégalement ajoutées se sont salies et ont jaunies. La toile était bien moins lisible ainsi que la signature du peintre, qui était masquée. Elle a été restaurée entre 2000 et 2001 grâce au mécénat de la fondation BNP-Paribas. À la suite d'analyses de laboratoire, la limite entre la toile originale et les agrandissements a été déterminée. Cette intervention a supprimé les agrandissements, a éliminé les repeints et a allégé les vernis. Le rentoilage a aussi été enlevé car les coutures avaient entraîné des tensions. La toile a ainsi été retendue sur un châssis neuf. Les agrandissements sont encore conservés pour permettre la documentation de l’histoire de cette peinture,.